# جون بانل
جون بانل (بالإنجليزية: John Bunnell)‏ هو منتج أفلام أمريكي، ولد في 25 مايو 1944 في بيندلينتون في الولايات المتحدة.

## وصلات خارجية
- جون بانل على موقع IMDb (الإنجليزية)
- جون بانل على موقع إن إن دي بي (الإنجليزية)
- جون بانل على موقع قاعدة بيانات الفيلم (الإنجليزية)